# 臺灣競爭力論壇
社團法人臺灣競爭力論壇學會，簡稱臺灣競爭力論壇，2007年成立。理事長為龐建國，總召集人為彭錦鵬，執行長為謝明輝。該論壇的立場偏向泛藍。

### 沿革
|        | 任期                         | 理事長 |
| ------ | ---------------------------- | ------ |
| 第一屆 | 2007年8月15日至2010年11月8日 | 林建甫 |
| 第二屆 | 2010年11月8日起              | 彭錦鵬 |

## 爭議事件
- 2014年10月15日，臺灣競爭力論壇召開「決戰首都 台北市長民調發佈會」公布該組織所作的民調數據[8]，該民調關於柯文哲MG149帳戶的問題設計涉及用「誘導式」方法，以負面命題、預設立場、違背事實的敘述引誘受訪者相信柯文哲「不清白」。[9][10]

| 對於柯文哲在臺大醫院私設帳戶、自訂內規，臺大醫院院長在立法院公開表示，這個帳戶不僅沒有向醫院報備，也沒有經過院方核准，完全違反臺大醫院的規定。在這件事情上，請問您相不相信柯文哲是清白的？ |
| 對於柯文哲在臺大醫院私設帳戶、自訂內規，臺大醫院院長在立法院公開表示，這個帳戶怎麼捐，怎麼用，臺大醫院院方完全不清楚。在這件事情上，請問您相不相信柯文哲是清白的？                         |
| 針對柯文哲在臺大醫院私設帳戶並接受得標廠商捐款，臺大醫院院長在立法院公開表示這是違法的。在這件事情上，請問您相不相信柯文哲是清白的？                                                       |
| 針對柯文哲在臺大醫院私設帳戶涉嫌貪汙、洗錢，檢方已傳喚臺大葉克膜小組組長蔡璧如、秘書劉如意等人，未來還有可能傳喚柯文哲。在這件事情上，請問您相不相信柯文哲是清白的？                       |

- 2014年11月7日，理事長彭錦鵬在臺北市長候選人辯論會的提問發言，引起爭議，認為偏頗，台大政治系學生網路發起連署活動「我讀台大政治系，但反對彭錦鵬代表我」，認為彭錦鵬失去台大政治系學者該有的表現[11]。彭錦鵬認為這種指控毫無根據，自己的提問涵蓋「守法、清廉、效能」三大重點，是對台北市長的檢驗標準[12]。

## 外部連結
- 台灣競爭力論壇 （页面存档备份，存于）